# Lucas Barrios
Lucas Ramón Barrios Cáceres (n. 13 noiembrie 1984, în San Fernando, Buenos Aires) este un fotbalist argentiniano-paraguayan, care evoluează la clubul Palmeiras și la echipa națională de fotbal a Paraguayului.
Mama lui este paraguayană, lucru care l-a făcut eligibil pentru a primi cetățenia paraguayană în martie 2010.(renunțând la cea argentiniană)

## Goluri internaționale
| #  | Data              | Stadion                                                           | Adversar          | Scor | Rezultat | Competiția        |
| -- | ----------------- | ----------------------------------------------------------------- | ----------------- | ---- | -------- | ----------------- |
| 1. | 25 mai 2010       | RDS Arena, Dublin, Irlanda                                        | Republica Irlanda | 1–2  | 1–2      | Meci amical       |
| 2. | 30 mai 2010       | Stade Joseph-Moynat, Thonon-les-Bains, Franța                     | Coasta de Fildeș  | 1–2  | 2–2      | Meci amical       |
| 3. | 2 iunie 2010      | Stadion Schützenwiese, Winterthur, Elveția                        | Grecia            | 2–0  | 2–0      | Meci amical       |
| 4. | 7 septembrie 2010 | Nanjing Olympic Sports Center, Nanjing, China                     | China             | 0–1  | 1–1      | Meci amical       |
| 5. | 4 iunie 2011      | Estadio Ramón Tahuichi Aguilera, Santa Cruz de la Sierra, Bolivia | Bolivia           | 0–1  | 0–2      | Meci amical       |
| 6. | 13 iulie 2011     | Estadio Padre Ernesto Martearena, Salta, Argentina                | Venezuela         | 2–1  | 3–3      | Copa América 2011 |

## Palmares

### Club
Colo-Colo
- Prima Divizie Chiliană de Fotbal (1): Clausura 2008

Borussia Dortmund
- Bundesliga: 2010–11, 2011–12
- DFB-Pokal: 2011–12

Guangzhou Evergrande
- Chinese Super League: 2012
- Chinese FA Cup: 2012

### Individual
- Golgheter în Prima Divizie Chiliană de Fotbal: Apertura 2008, Clausura 2008
- IFFHS World's Best Top Division Goal Scorer: 2008[6]
- Fotbalistul Paraguayan al anului: 2010
- Chinese FA Cup Most Valuable Player: 2012